# Madison Bailey
Madison Lilly Bailey (Kernersville, 29 de enero de 1999) es una actriz estadounidense, reconocida por su papel protagónico como Kiara Carrera en la serie juvenil de Netflix Outer Banks. Ha aparecido en otras series de televisión como Constantine y Mr. Mercedes y en el largometraje Impractical Jokers.

## Biografía
Madison Lilly Bailey nació en Kernersville, Carolina del Norte, y se crio en Charleston, Carolina del Norte. Ella es de ascendencia africana e italiana, y fue adoptada por padres blancos. Es la menor de 7 hermanos. Su madre adoptiva murió en 2018, ella y sus dos hermanas tienen un tatuaje en honor a su memoria. Bailey asistió a la escuela secundaria East Forsyth en Kernersville.

## Vida personal
De 2020 a 2025 tuvo una relación con Mariah Linney.

## Filmografía

### Televisión
| Año           | Título                  | Personaje           | Canal                   | Notas           |
| ------------- | ----------------------- | ------------------- | ----------------------- | --------------- |
| 2015          | Constantine             | Caroline            | NBC                     |                 |
| 2015          | Swamp Murders           | Mary Hold Bear      | Investigation Discovery |                 |
| 2017          | Mr. Mercedes            | Chloe               | Audience                |                 |
| 2017          | Murder Chose Me         | Angela Henry        |                         | 2 episodios     |
| 2018          | Two Roads               | Zoe                 |                         |                 |
| 2018-2019     | Black Lightning         | Wendy Hernandez     | The CW                  | 6 episodios     |
| 2019          | Creepshow               | Carla               | Shudder TV              |                 |
| 2020          | Council of Dads         | Jules               | NBC                     | 3 episodios     |
| 2020-presente | Outer Banks             | Kiara “Kie” Carrera | Netflix                 | 40 episodios    |
| 2021          | American Horror Stories | Kelley              | FX                      | "Ep3: Drive In" |

### Cine
| Año  | Película                      | Personaje           | Director                       |
| ---- | ----------------------------- | ------------------- | ------------------------------ |
| 2018 | Night Club Secrets            | Jackie              | Joe Menéndez                   |
| 2020 | Discarded Things              | Daniella            | Joanne Hock Tara Lynn Marcelle |
| 2020 | Impractical Jokers: The Movie | Chica en el boliche | Chris Henchy                   |
| 2024 | Time Cut                      | Lucy                | Hannah Macpherson              |
| 2024 | The Painter                   | Sophia              | Kimani Ray Smith               |